# Puchar Narodów Afryki 2012 (kwalifikacje)/Grupa E
W grupie E eliminacji Pucharu Narodów Afryki 2012 grają:
- Kamerun
- Senegal
- Demokratyczna Republika Konga
- Mauritius

## Tabela
| Msc. | Zespół                        | M | W | R | P | Br+ | Br- | Pkt |
| ---- | ----------------------------- | - | - | - | - | --- | --- | --- |
| 1    | Senegal                       | 6 | 5 | 1 | 0 | 16  | 2   | 16  |
| 2    | Kamerun                       | 6 | 3 | 2 | 1 | 12  | 5   | 11  |
| 3    | Demokratyczna Republika Konga | 6 | 2 | 1 | 3 | 10  | 11  | 7   |
| 4    | Mauritius                     | 6 | 0 | 0 | 6 | 2   | 22  | 0   |

## Wyniki
| 4 września 2010 | Mauritius · Bru 45' (k) | 1 : 3(1 : 1) | Kamerun · Eto’o 39', 47' · Choupo-Moting 63' (k) | Stade Anjalay, Belle Vue Widzów: 6 000 Sędzia: Jerome Damon, RPA |
|                 |                         |              |                                                  |                                                                  |

| 5 września 2010 | Demokratyczna Republika Konga · Kazembe 42' · Kabangu 71' | 2 : 4(1 : 3) | Senegal · Sow 6' · Niang 12', 22', 57' (k) | Stade Frederic Kibassa Maliba, Lubumbashi Widzów: 35 000 Sędzia: Hamoudi Djamel, Algieria |
|                 |                                                           |              |                                            |                                                                                           |

| 9 października 2010 | Kamerun · Nkulukuta 55' (sam.) | 1 : 1(0 : 1) | Demokratyczna Republika Konga · Diba 37' | Stade Roumdé Adjia, Garoua |
|                     |                                |              |                                          |                            |

| 9 października 2010 | Senegal · Cissé 8', 38', 76' · Niang 22', 62' · Sow 47' · Estazie 90' (sam.) | 7 : 0(3 : 0) | Mauritius | Stade Leopold Senghor, Dakar |
|                     |                                                                              |              |           |                              |

| 26 marca 2011 | Senegal · Ba 90' | 1 : 0(0 : 0) | Kamerun | Stade Leopold Senghor, Dakar |
|               |                  |              |         |                              |

| 27 marca 2011 | Demokratyczna Republika Konga · LuaLua 28' (k) · Matumona 48' · Ilunga 61' (k) | 3 : 0(1 : 0) | Mauritius | Stade des Martyrs, Kinshasa |
|               |                                                                                |              |           |                             |

| 4 czerwca 2011 | Kamerun | 0 : 0 | Senegal | Stade Ahmadou Ahidjo, Yaounde |
|                |         |       |         |                               |

| 5 czerwca 2011 | Mauritius · Bru 11' (k) | 1 : 2(1 : 2) | Demokratyczna Republika Konga · Diba 20' · Kabangu 45' | Stade Anjalay, Belle Vue |
|                |                         |              |                                                        |                          |

| 3 września 2011 | Senegal · Sow 34', 50' | 2 : 0(1 : 0) | Demokratyczna Republika Konga |  |
|                 |                        |              |                               |  |

| 3 września 2011 | Kamerun · Kweuke 54' · Mbuta 64' · Eto’o 70' (k) · N’Guémo 85' · Choupo-Moting 90' | 5 : 0(0 : 0) | Mauritius |  |
|                 |                                                                                    |              |           |  |

| 7 października 2011 | Demokratyczna Republika Konga · Kaluyituka 11' · Kanda 40' | 2 : 3(2 : 1) | Kamerun · Eto’o 18' · Mbuta 75' · Choupo-Moting 79' |  |
|                     |                                                            |              |                                                     |  |

| 9 października 2011 | Mauritius | 0 : 2(0 : 2) | Senegal · N’Doye 9' · Cissé 25' |  |
|                     |           |              |                                 |  |